# Səttar Bəhlulzadə
Səttar Bəhlulzadə (Əmircan, 15 dicembre 1909 – Mosca, 14 ottobre 1974) è stato un pittore azero. È considerato il fondatore del paesaggismo contemporaneo azero.

## Biografia

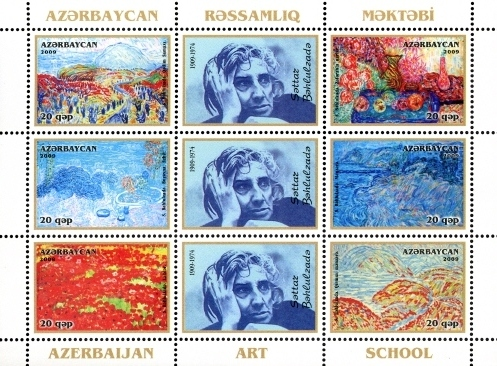
Francobolli azeri con i dipinti di Səttar Bəhlulzadə.

Səttar Bəhlulzadə cominciò la sua formazione professionale presso l'Istituto nazionale d'arte di Baku (1927-1931). Nel 1933, si recò a Mosca per continuare la sua formazione nel Dipartimento di Disegno dell'Istituto di Belle Arti di Mosca. Lì studiò nello studio di Vladimir Favorskij. Durante i seminari estivi in Crimea, il pittore russo Grigory Shegal vide alcuni schizzi di Sattar e gli suggerì di trasferirsi al Dipartimento di Pittura dell'Istituto.
Sebbene sperimentò vari generi artistici, il suo talento si concentrò sulla pittura del paesaggio. Inizialmente, dipingeva la natura in modo realistico come gli era stato insegnato, ma presto sviluppò il suo stile per esprimere la sensazione emotiva presente in lui. Questo nuovo stile era più surreale e cosmico. Infatti, alcuni dei suoi dipinti ricordano le foto della terra prese dallo spazio. Usando una combinazione di colori pastello e tratti audaci, rese la natura più colorata e vivace, e talvolta anche più fantastica, rispetto alla realtà.
Sattar adorava viaggiare nel suo paese - l'Azerbaigian - esplorandone la bellezza. Una volta affermò: "Non ho bisogno di andare a Tahiti come Gauguin. La mia ispirazione viene dal mio paese e dalla mia gente".
Molte delle sue opere descrivono aree specifiche dell'Azerbaigian come "Vecchio Shamakhi" e "Autunno a Nakhchivan".
Bahlulzade vinse numerosi premi per la sua arte. Ricevette il titolo di Onorevole Lavoratore dell'Arte della Repubblica dell'Azerbaigian nel 1960 e fu nominato Artista del Popolo nel 1963.
Nel 1973, Sattar si ammalò gravemente di avvelenamento del sangue. Quando Sattar morì nel 1974, fu seppellito, secondo la sua volontà, nel suo villaggio natale di Əmircan, vicino alla tomba di sua madre.
L'eredità di Sattar include innumerevoli opere che sono state esposte in tutto il mondo, tra cui mostre personali negli Stati Uniti, in Inghilterra, Turchia e Russia. Scrisse circa 30 diari di schizzi contenenti le sue riflessioni sulla vita e sull'arte.
La maggior parte delle sue opere sono esposte in musei di tutto l'Azerbaigian, in particolare in città come Baku, Gäncä e Naxçıvan.

## Galleria d'immagini

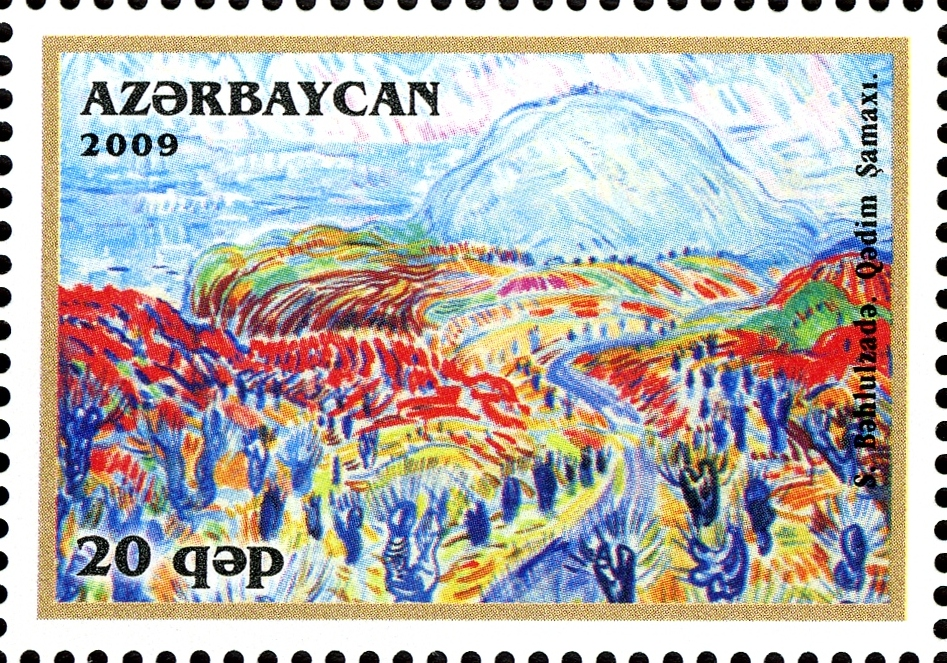
Antico Shamakha.
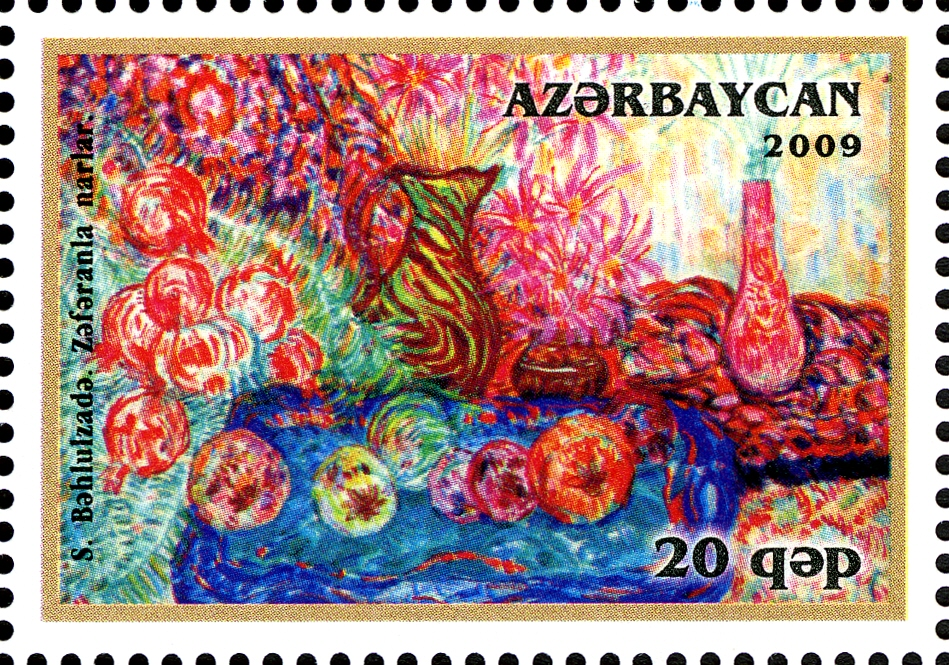
Zafferano con Melograno.
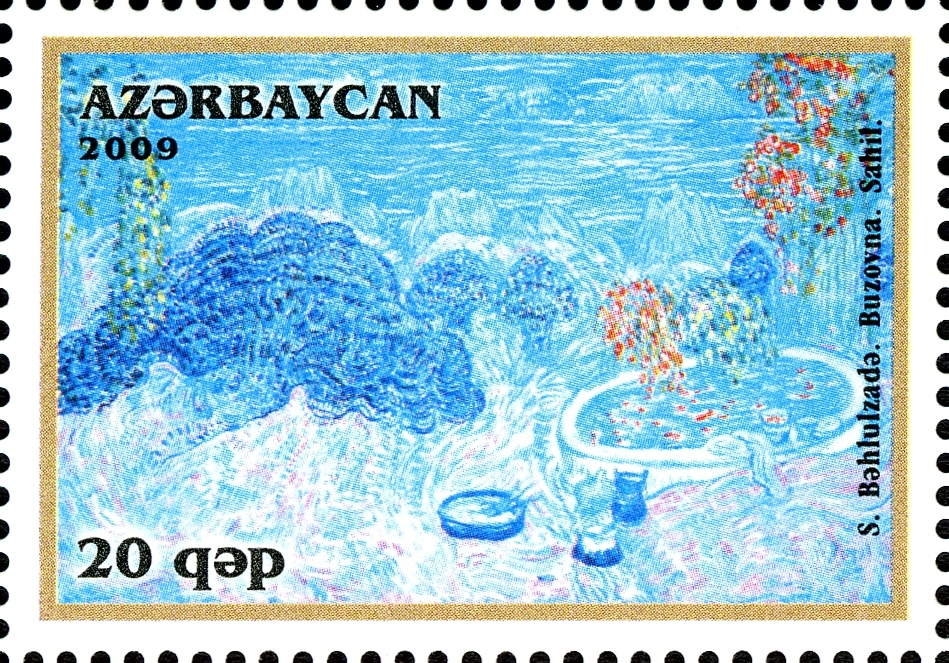
Riva del Buzovna.
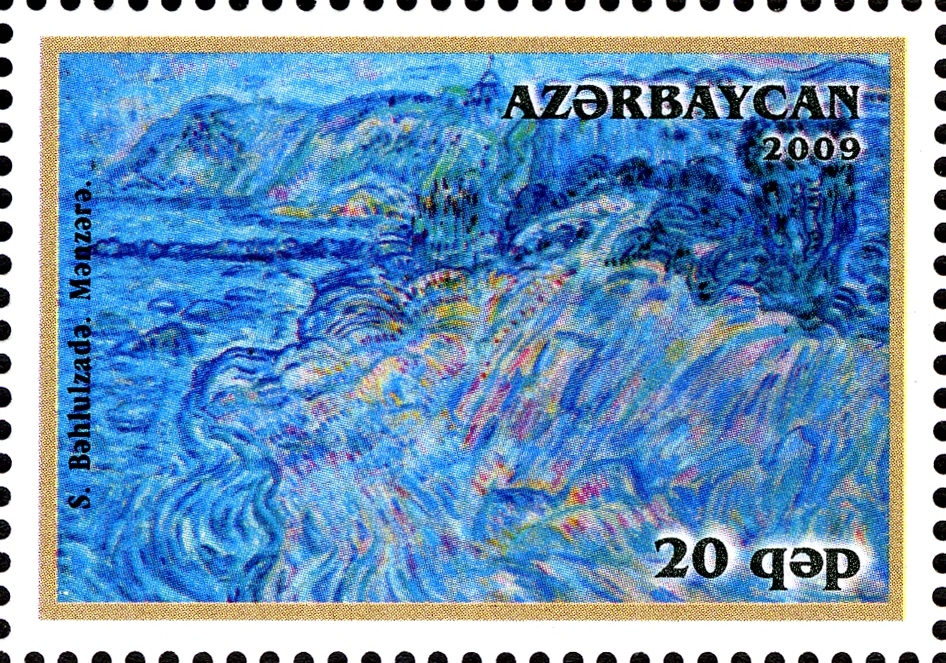
Paesaggio.
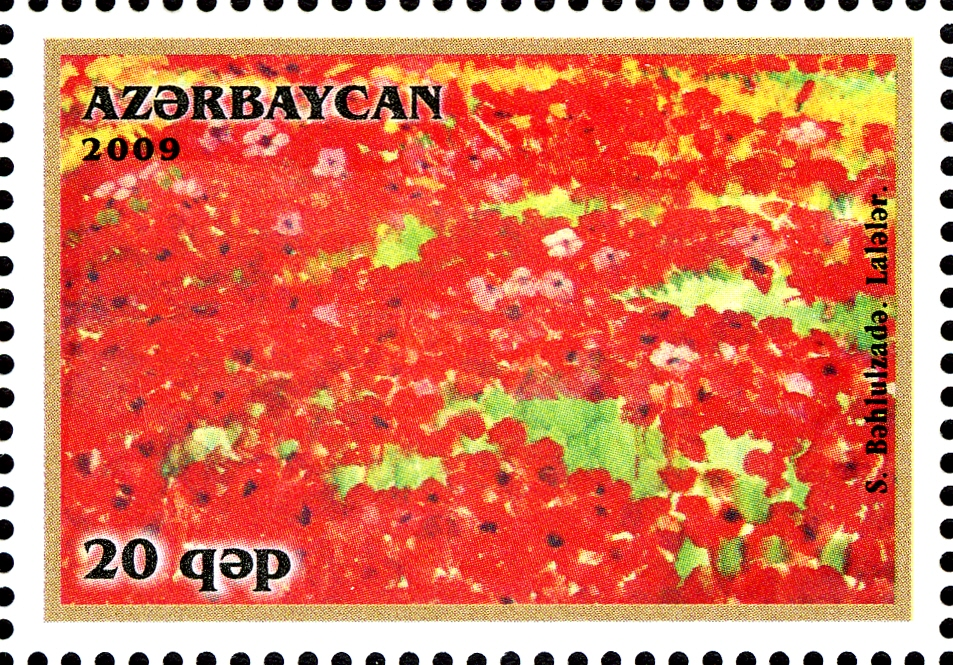
Papaveri.
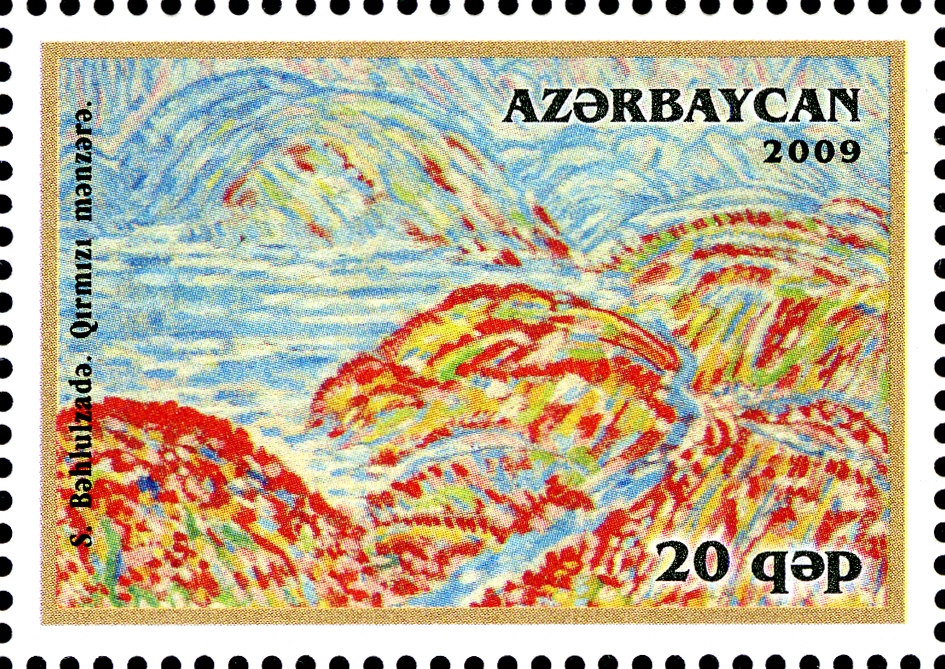
Veduta Rossa.